# Фароки, Харун
Харун Фароки (нем. Harun Farocki; 9 января 1944, Нови-Йичин — 30 июля 2014, Берлин) — немецкий кинорежиссёр и сценарист.

## Биография
Отец — выходец из Индии Абдул Кудус Фароки, эмигрировавший в Германию в 1920-е годы, мать — немка из Берлина, эвакуировавшаяся в Судетскую область в связи с усилившимися бомбёжками столицы. После окончания Второй мировой войны семья Фароки жила в Индии и Индонезии, а в 1958 году вернулась в Германию и обосновалась в Гамбурге.
В 1966—1968 годах учился в Академии кино и телевидения в Западном Берлине, в 1974—1984 годах занимался кинокритикой, в 1990-е преподавал в США. С 2004 года преподавал в Венской академии изобразительных искусств.

## Творчество
Автор острокритических документальных фильмов «Когда-нибудь ты меня тоже полюбишь» (1973), «Между двумя войнами» (1978), «Как видите» (1986), «Картины мира и подписи войны» (1988), «Жить в ФРГ» (1990), «Жесты рук» (1997), «Я думал, что видел заключенных» (2000), «Без риска не бывает» (2004, премия Херберта Квандта, 2006) и др. Снял ленты, посвященные Петеру Вайсу, Петеру Лорре, Жану-Мари Штраубу, Вилему Флуссеру.

## Признание
Ретроспективы на международном фестивале в Локарно (1998), на международном фестивале независимого кино в Буэнос-Айресе (2003). Премия Петера Вайса (2002) и другие.